# کوم (جمهوری آذربایجان)
کوم (به لاتین: Kum) یک منطقه مسکونی در جمهوری آذربایجان است که در شهرستان آب‌شوران واقع شده است.